# 408

## Události
- 01. května – Východořímským císařem se po Arcadiově smrti stal jeho osmiletý syn Theodosius II. Jeho poručníkem byl prefekt Anthemius, který vládl zemi až do roku 405.[1]
- 23. srpna – Stilicho Vandal, který se stal římským generálem, byl popraven v Raveně, a tím Řím přišel o nejefektivnějšího obránce Říma proti Barbarům.[1]

## Úmrtí
- 1. května – Arcadius (377–408)

## Hlavy států
- Papež – Inocenc I. (401–417)
- Východořímská říše – Arcadius (395–408) » Theodosius II. (408–450)
- Západořímská říše – Honorius (395–423)
- Perská říše – Jazdkart I. (399–421)
- Vizigóti – Alarich I. (395–410)
- Vandalové – Gunderich (407–428)